# 特里尼達 (聖巴巴拉省)
特里尼達（西班牙語：Trinidad），是洪都拉斯的城鎮，位於該國西北部，由聖巴巴拉省負責管轄，始建於1794年5月14日，面積161.10平方公里，海拔高度291米，2001年人口15,897，人口密度每平方公里98.68人。
15°8′N 88°14′W / 15.133°N 88.233°W